# Mjerni listići
Mjerni listići se obično nalaze u snopu mjernih listića, s označenim debljinama za provjeru zazora, te odstupanja od pravocrtnosti i ravnosti obrađenih površina. Koriste se, na primjer, na automobilima za provjeru zazora ventila ili za kontrolu zazora svjećica. Jedan tipičan snop mjernih listića ima listiće debljine: 0,95, 0,85, 0,75, 0,65, 0,55, 0,45, 0,35, 0,25, 0,15, 0,05, 0,10, 0,20, 0,30, 0,40, 0,50, 0,60, 0,70, 0,80, 0,90 i 1,00 mm.

## Mjerilo za zračnost
Mjerilo za zračnost se sastoji od 8 do 20 listića, debljine od 0,05 do 2 milimetara. Pri kontroli se listići pojedinačno izvlače iz okvira, i list se uvlači u raspor, sve dok se ne dođe do debljine listića koji odgovara zračnosti. 

## Mjerilo za polumjere
Mjerilo za polumjere služi za kontrolu vanjskih i unutarnjih polumjera (radijusa). Mjerilo se sastoji od dvije garniture mjernih listića, s jedne strane za kontrolu vanjskih polumjera, a s druge strane za kontrolu unutarnjih polumjera. Kontrola se izvodi postavljanjem listića s odgovarajućim polumjerom na predmet koji se kontrolira. Polumjer je pravilno izrađen ako mjerilo pravilno naliježe na predmet, i između njih ne prolazi svjetlost. 

## Mjerilo za kontrolu koraka navoja
Mjerilo za kontrolu koraka navoja ima nekoliko čeličnih listića, a svaki list ima urezani profil s oznakom vrste navoja i njegovog koraka. Odgovarajući navoj je dobro izrađen kada mjerilo točno naliježe na profil navoja.

## Mjerilo kuta oštrenja alata
Mjerilo kuta oštrenja alata je mjerni instrument ili mjerni alat za kontrolu kutova oštrenja reznih alata (na primjer svrdla, sjekača, tokarskog noža i drugih reznih alata), a izrađuje se od čelične pločice na kojoj se urežu utori prema kojima se brusi alat za pojedine vrste radova. 